# Pellegrino Turri
Pellegrino Turri – włoski wynalazca, twórca kalki.
W 1806 roku Turri wynalazł kalkę, a nie później niż dwa lata później zbudował model maszyny do pisania, który miał służyć jego niewidomej przyjaciółce, hrabinie Carolinie Fantoni da Fivizzano. Maszyna do dziś nie zachowały się, podobnie jak jej opisy czy wizerunki, natomiast istnieją próbki tekstów pisanych za jej pomocą. Maszyna Turriego jest pierwszą, o której na pewno wiadomo, że działała.